# Aftartodoketism
Aftartodoketism (av grekiska αφθαρτος, ’oförgänglig’, och δοκειν, ’synas’) kallas en kristologisk ståndpunkt som uppkom cirka år 500, enligt vilken Kristus i sin mänsklighet inte kan vara av samma natur som vi utan har förvandlat sin mänskliga natur till att vara i överensstämmelse med den gudomliga.
Anhängarna till aftartodoketismen tänker sig Kristi kött på ett eller annat sätt gudomliggjort. Denna tanke gränsar således till monofysitism. Man hävdade, att Kristi kropp redan från inkarnationens begynnelse var förklarad och upphöjd till oförgänglighet. Samma egenskaper, som Kristi kropp har efter uppståndelsen, ville man tillskriva den från begynnelsen.
Den romerske kejsaren Justinianus I försökte under sin regeringstid att upphöja en variant av aftartodoketismen till ortodoxi, och avsatte bland annat Konstantinopels patriark Eutychius av den orsaken. Planerna gick emellertid om intet, då kejsaren avled, innan hans beslut hann träda i kraft.